# Пласа Гутьеррес, Леонидас
Лео́нидас Пла́са Гутье́ррес де Кавье́дес (исп. Leónidas Plaza Gutiérrez de Caviedes; 19 апреля 1865 год, Манаби, Эквадор — 17 ноября 1932 год, провинция Чимборасо, Эквадор) — эквадорский военный, политический и государственный деятель. Дважды занимал пост президента Эквадора (1901—1905 и 1912—1916). В его честь назван один из Галапагосских островов — Пласа-Сур (исп. Plaza Sur).

## Биография

### Военная карьера
Родился в семье политика, депутата Конгресса Хосе Буэнавентура Пласа и Алегрии Гутьеррес де Кавьедес Севиллано. В ранние годы занимался продажей чичи, затем поступил в революционную милицию. Участвовал в свержении диктаторского правительства генерала Игнасио де Вейнтмильи. Затем был в оппозиции новому правительству во главе с Хосе Пласидо Кааманьо, после поражения в морской битве при Харамихо (5-6 декабря 1884) он бежал в Панаму и вынужден был зарабатывать на жизнь простым поденщиком. Однако колумбийское правительство вынудило его покинуть страну. Лидер либеральной оппозиции Альфаро Элой порекомендовал его своему личному другу Франсиско Менендесу, либеральному политику и президенту Республики Сальвадор, который назначил его мэром города Санта-Ана, а в 1889 году — губернатором департамента Сонсонате. В 1890 году Менендес был убит консерваторами. 
Новый президент Сальвадора Карлос Эсета присвоил ему воинское звание полковника. Во время мятежа во главе с генералом Хосе Мария Ривасом, который хотел привести к власти бывшего вице президента Рафаэля Айалу, выступил на стороне Эсеты, но потерпел поражение от генерала Летоны. Это вызвало негодование президента, который хотел его расстрелять, но затем передумал и отправил его на границу Гондураса для борьбы с партизанами. Там он добился серьезных успехов, был назначен заместителем военного министра и направлен на границу с Гватемалой. Вскоре последовало назначение на должность генерального инспектора таможни, однако генерал Амайя убедил его войти в заговор против президента Эсеты, после раскрытия которого он был выслан в Калифорнию.
В 1892 году он поступил на службу к никарагуанскому президенту-консерватору Роберто Сакасе, однако вскоре генерал-либерал Хуан де Диос Селая нанес ему поражение в битве при Масалле. Благодаря влиянию Альфаро Элоя он вошел в новую никарагуанскую армию, но уже в 1893 году как участник заговора был выслан в Коста-Рику, президент которой Рафаэль Иглесиас Кастро назначил его командующим гарнизоном порта Алахуэла в звании генерала. 
В июне 1895 года он присоединился к сторонникам Альфаро в Эквадоре в качестве начальника штаба и во главе батальона Дауле. В 1896 году непродолжительное время был губернатором Асуаи. В начале июня он вернулся в горы и был поставлен под командование генерала Хуана Франсиско Моралеса, который назначил его главнокомандующим основной группой войск. В октябре он присутствовал в качестве заместителя председателя на заседании Учредительного собрания, которое состоялось в Гуаякиле.
В 1898—1900 годах являлся членом Палаты депутатов. В 1900 году он был главнокомандующим южных провинций, базирующихся в Лохе, в 1901 г. вернулся в палату депутатов на должность председателя, поддерживая все правительственные проекты, особенно те, которые касались американского бизнесмена Арчера Хармана по строительству железной дороги Кито-Гуаякиль.

### На посту президента Эквадора
В 1901 году возглавил правительство, приняв участие в революционном движении генерала Элоя Альфаро (1895 год). Во время избирательного процесса политики дистанцировались друг от друга, что вызвало идеологический и политический крах Либеральной партии. Вступив в должность, он не назначил Альфаро главнокомандующим вооруженных сил или губернатором провинции Гуаяс, как обещал.
Твердо придерживался либеральных убеждений относительно разделения церкви и государства. Срок его правления отмечен проведением либеральных реформ, среди которых закон о праве на развод, закон о гражданском браке, введение налога на церковные владения. Также установил свободу печати. Продолжил политику своего предшественника по развитию железных дорог. В конце своего периода он выдвинул официальную кандидатуру Лисардо Гарсии, своего бывшего противника на выборах 1901 года, а затем — союзника в борьбе против Альфаро. После его победы на выборах был назначен послом в Соединенных Штатах. С началом «альфаристской революции» вернулся в Эквадор, где пытался организовать сопротивление. После победы Элоя Альфаро бежал в Панаму, затем в Нью-Йорк, на родине в этот период считался преступником. 
В 1911 после смещения Альфаро вернулся в правительство в администрацию президента Эмилио Эстрады, заняв пост министра финансов, армии и флота. После смерти Эстрады подавил выступление радикальных либералов в 1912 году. Был заподозрен в убийстве Альфаро, что не помешало ему занять президентское кресло, поскольку на выборах у него практически не было конкурентов. Пробыл на этом посту с 1912 по 1916 год. Реализовал несколько инфрастуктурных проектов в сфере строительства железных дорог и водоснабжения. 
В феврале 1914 года во время Революции Кончи президент, лично возглавивший войска, приказал начать бомбардировку города Эсмеральдас, в котором укрепились повстанцы, что привело к пожарам и гибели гражданского населения.
Популярность президента постоянно падала, в том числе вследствие ухудшения социально-экономической ситуации: работникам не платили, а общественные работы прекратились, для преодоления кризиса ему удалось привлечь только несколько коммерческих кредитов. Начав выпускать банкноты без привязки к металлам, правительство спровоцировало разгон инфляционного процесса. Также вышел из под контроля процесс тарифного регулирования. 
В 1915 году возник скандал с подписанием договора Муньоса Вернаса-Суареса, по которому Эквадор сделал крупные территориальные уступки Колумбии, не получив ничего взамен, кроме обещания не предоставлять помощь антипласистским революционерам. 
После завершения президентских полномочий его политическое влияние Плаза заметно уменьшилось, хотя он продолжал казаться сильным игроком, находящимся за кулисами. Большую часть времени он посвящал сельскохозяйственной деятельности на ферме «Zuleta».
В 1925 году в Гуаякиле произошла «Июльская революция», президент Гонсало Кордова-и-Ривера был смещен, а Пласа укрылся в аргентинском посольстве. Оттуда он покинул Гуаякиль, началось его добровольное изгнание в Калифорнии под предлогом того, что школы в Соединенных Штатах были хороши для их детей. 
В 1929 году президент Исидро Айора санкционировал его возвращение на родину.

## Семья
У Леонидаса Пласа Гутьерреса и его супруги, Авелины Лассо Аскасуби, было восемь детей. Один из них, Гало Пласа, родившийся во время изгнания отца, был президентом Эквадора.